# BMW 503
BMW 503 – dwudrzwiowy sportowy samochód osobowy zaprezentowany przez BMW na targach Frankfurt Motor Show w 1955 roku. Produkcja ruszyła w maju następnego roku, do marca 1959, kiedy to ją zakończono, powstało 413 egzemplarzy modelu, w tym 139 w wersji kabriolet.
Do napędu pojazdu wykorzystywano silnik V8 OHV 3.2 znany z modelu 502, osiągał on moc maksymalną 140 KM (103 kW). Dzięki temu przyspieszenie 0-100 km/h zajmowało około 13 sekund, zaś prędkość maksymalna wynosiła 185 km/h.

## Dane techniczne
Źródło:

### Silnik
- V8 3,2 l (3168 cm³), 2 zawory na cylinder, OHV
- Układ zasilania: gaźnik Zenith 34PAITA 2-gardzielowy
- Średnica cylindra × skok tłoka: 82 x 75 mm
- Stopień sprężania: 7,3:1
- Moc maksymalna: 140 KM (103 kW) przy 4800 obr./min
- Maksymalny moment obrotowy: 222 N•m przy 2000-4000 obr./min

### Osiągi
- Przyspieszenie 0-100 km/h: 13 s
- Prędkość maksymalna: 185 km/h
- Średnie zużycie paliwa: 14 l / 100 km